# Czech Hockey Games 2011
Czech Hockey Games 2011 spelades mellan den 21 och 24 april 2011 i Brno, Tjeckien och Malmö, Sverige. Turneringen ingick i Euro Hockey Tour som brukar erkännas som ett inofficiellt Europamästerskap i ishockey. 
I turneringen deltog landslagen från Finland, Ryssland, Sverige och Tjeckien. Tjeckien vann turneringen före Ryssland, Finland, Tjeckien och Sverige.

## Tabell
|          | S | V | VÖ | FÖ | F | GM | IM | P |
| -------- | - | - | -- | -- | - | -- | -- | - |
| Tjeckien | 3 | 2 | 0  | 0  | 1 | 10 | 8  | 6 |
| Ryssland | 3 | 2 | 0  | 0  | 1 | 11 | 10 | 6 |
| Finland  | 3 | 1 | 0  | 0  | 2 | 5  | 6  | 3 |
| Sverige  | 3 | 1 | 0  | 0  | 2 | 6  | 8  | 3 |

## Resultat
| 21 april 2011 19:30 (CET) | Sverige | 2 − 4 (0−2, 2−0, 0−2) | Ryssland | Malmö Arena, Malmö, Sverige |

|  |                                             |  |                                                                  | Åskådare: 10 245                                |                                                 |
|  | Thörnberg (29:15) Pääjärvi Svensson (30:03) |  | (14:00) Morozov (16:55) Zaripov (46:43) Atyushov (59:32) Morozov | Domare: Sami Partanen (FIN) Anssi Salonen (FIN) | Domare: Sami Partanen (FIN) Anssi Salonen (FIN) |

| 21 april 2011 18:10 (CET) | Finland | 1 − 2 (1−0, 0−1, 0−1) | Tjeckien | Hala Rondo, Brno, Tjeckien |

|  |                  |  |                                  | Åskådare: 7 200                                    |                                                    |
|  | Aaltonen (10:56) |  | (38:38) Rolinek (48:49) Červenka | Domare: Christer Lärking (SWE) Sören Persson (SWE) | Domare: Christer Lärking (SWE) Sören Persson (SWE) |

| 23 april 2011 14:00 (CET) | Tjeckien | 6 − 3 (1−0, 3−2, 2−1) | Ryssland | Hala Rondo, Brno, Tjeckien |

|  |                                                                                                 |  |                                                      | Åskådare: 7 200                                    |                                                    |
|  | Martínek (19:03) Martínek (24:17) Červenka (24:45) Voráček (34:34) Novotný (50:23) Jágr (53:31) |  | (22:04) Tarasenko (29:10) Morozov (52:24) Grebeshkov | Domare: Christer Lärking (SWE) Sören Persson (SWE) | Domare: Christer Lärking (SWE) Sören Persson (SWE) |

| 23 april 2011 19:30 (CET) | Sverige | 0 − 2 (0−0, 0−1, 0−1) | Finland | Hala Rondo, Brno, Tjeckien |

|  |  |  |                                    | Åskådare: 5 166                                 |                                                 |
|  |  |  | (31:36) Nokelainen (58:37) Niskala | Domare: Milan Minář (CZE) Antonin Jeřábek (CZE) | Domare: Milan Minář (CZE) Antonin Jeřábek (CZE) |

| 24 april 2011 14:00 (CET) | Ryssland | 4 − 2 (1−1, 2−1, 1−0) | Finland | Hala Rondo, Brno, Tjeckien |

|  |                                                                       |  |                                 | Åskådare: 4 805                              |                                              |
|  | Atyushov (12:13) Zaripov (24:01) Zaripov (33:57) Teresjtjenko (59:52) |  | (04:20) Mäenpää (31:38) Salmela | Domare: Milan Minář (CZE) Martin Fraňo (CZE) | Domare: Milan Minář (CZE) Martin Fraňo (CZE) |

| 24 april 2011 19:30 (CET) | Tjeckien | 2 − 4 (2−1, 0−2, 0−1) | Sverige | Hala Rondo, Brno, Tjeckien |

|  |                               |  |                                                                     | Åskådare: 7 200                                     |                                                     |
|  | Krajíček (08:14) Jágr (11:11) |  | (06:13) Fernholm (20:34) Thörnberg (33:39) Eriksson (51:01) Nilsson | Domare: Alexej Ravodin (RUS) Sergej Karabanov (RUS) | Domare: Alexej Ravodin (RUS) Sergej Karabanov (RUS) |

## Poängliga
| Plac. | Namn                     | Lag      | S | M | A | P |
| ----- | ------------------------ | -------- | - | - | - | - |
| 1.    | Jaromír Jágr             | Tjeckien | 3 | 2 | 4 | 6 |
| 2.    | Aleksej Morozov          | Ryssland | 3 | 3 | 2 | 5 |
| 3.    | Roman Červenka           | Tjeckien | 3 | 2 | 3 | 5 |
| 4.    | Danis Zaripov            | Ryssland | 3 | 3 | 1 | 4 |
| 5.    | Jakub Voráček            | Tjeckien | 3 | 1 | 2 | 3 |
| 5.    | Alexej Teresjtjenko      | Ryssland | 3 | 1 | 2 | 3 |
| 5.    | Magnus Pääjärvi Svensson | Sverige  | 3 | 1 | 2 | 3 |
| 8.    | Patrik Berglund          | Sverige  | 3 | 0 | 3 | 3 |

S = Spelade matcher; M = Antal gjorda mål; A = Assistpoäng; P = Poäng

## Utmärkelser

### Bästa spelare
Turneringens arrangörer röstade fram följande spelare:
- Bäste målvakt:  Jevgenij Nabokov
- Bäste försvarsspelare:  Anssi Salmela
- Bäste anfallsspelare:  Jaromír Jágr

### Fotnoter
1. ↑  Andreas Holm (24 april 2011). ”Tre Kronor ryckte upp sig rejält - besegrade Tjeckien”. Svenska fans. http://www.svenskafans.com/hockeyzon/trekronor/Tre-Kronor-ryckte-upp-sig-rejaltbesegrade-Tjeckien-401522.aspx. Läst 20 januari 2016.